# AKANE
AKANE（アカネ）は日本出身のレゲエシンガー。
本名、年齢、生年月日は非公開。2008年にエイベックスからメジャー・デビュー。

## 来歴
日本語の他に英語、パトワ語を話す。高校卒業後カナダへ留学し、帰国後レゲエの現場やヒップホップのイベントで歌手としての活動を開始。
2008年、コンピレーション・アルバム参加や現場での活動をまとめた1st アルバム「Expression」をエイベックスからリリース。
2009年、様々な角度からダンスホールの魅力をストレートに提示した2ndアルバム「STRAIGHTER」をリリース。同年、全国ツアーや自身初となるワンマンライブを行う。
2010年、ジャマイカのレゲエアーティストBUSY SIGNALとのコラボレーション、Hold me feat. BUSY SIGNALを発表。ジャマイカのIrie FM・Zip FMを始め、アメリカ合衆国のラジオHOT97でも選曲された。
2011年、3rdアルバム「D」を発表。
2012年、それまで所属していたBUSH HUNTER MUSICを離れ、MAGNUM RECORDSに移籍。
2013年には同レーベル所属のRUDEBWOY FACEと結婚。同レーベルには窪塚洋介の弟、RUEEDも在籍している。

## アルバム
| タイトル   | 発売日        | レーベル       |
| ---------- | ------------- | -------------- |
| EXPRESSION | 2008年6月     | エイベックス   |
| STRAIGHTER | 2009年7月     | エイベックス   |
| D          | 2011年6月     | エイベックス   |
| AkaneAMG   | 2019年1月16日 | MAGNUM RECORDS |